# Colin Murray Turbayne
Colin Murray Turbayne (* 7. Februar 1916 in  Tanny Morel Queensland, Australien; † 16. Mai 2006) war ein australischer Philosoph. Er verbrachte den größten Teil seiner 35-jährigen akademischen Laufbahn an der University of Rochester und wurde als Autor des Buches The Myth of Metaphor bekannt. Seine Forschungsschwerpunkte waren das Werk von George Berkeley und der Missbrauch von Metaphern in der Entwicklung von Sprache und wissenschaftlicher Theorie. Colin Murray Turbayne war aktives Mitglied sowohl der American Philosophical Association als auch der American Association of University Professors.

## Biografie
Colin Murray Turbayne wurde am 7. Februar 1916 in Tanny Morel, Queensland, Australien, geboren. Sein Vater, David Livingston Turbayne, war Bankier und seine Mutter Alice Eva Rene Lahey stammte aus einer Familie von frühen Pionieren in Queensland. Turbayne erhielt seine frühe Ausbildung an der Church of England Grammar School in Brisbane. 1940 schloss er seinen Bachelor of Arts an der University of Queensland ab und erwarb 1946 seinen Master of Arts. Während des Zweiten Weltkriegs arbeitete er für den australischen Geheimdienst im Pazifikkrieg und diente als Chef des Geheimdienstes für Douglas MacArthur. 1940 heiratete er Ailsa Krimmer.
Colin Murray Turbayne verstarb am 16. Mai 2006 in Queensland, Australien. Er hinterließ zwei Söhne und zwei Enkelkinder.

## Akademischer Werdegang
Nach dem Zweiten Weltkrieg emigrierte Turbayne 1947 in die Vereinigten Staaten und absolvierte ein Aufbaustudium an der University of Pennsylvania. 1950 erwarb er sowohl seinen MA als auch seinen PhD in Philosophie. Seine Dissertation Constructions Versus Inferences in the Philosophy of Bertrand Russell konzentrierte sich auf die Werke von Bertrand Russell. Turbayne begann seine akademische Karriere als Assistant Professor für Philosophie an der University of Washington (1950–1955) und wechselte anschließend als Assistenzprofessor für Sprache an die University of California, Berkeley (1955–1957). 1957 wurde er zum Associate Professor an der University of Rochester ernannt und 1962 zum Full Professor befördert. Er lehrte dort bis zu seiner Emeritierung 1981.
Colin Murray Turbayne war eine anerkannte Autorität auf dem Gebiet der Philosophie George Berkeleys. Sein Buch The Myth of Metaphor (1962) gilt als wegweisend in der Diskussion über die Rolle von Metaphern in der Philosophie und Wissenschaft.
In Metaphors for the Mind: The Creative Mind and Its Origins (1991) untersucht Turbayne die historische Bedeutung von Metaphern und ihren Einfluss auf das philosophische Denken, indem er etwa den Einfluss platonischer Metaphern auf spätere Philosophen wie Berkeley und Kant nachzeichnete.
Turbayne war unter anderem Herausgeber der Essay-Sammlung Berkeley: Critical and Interpretive Essays, sowie einer kritischen Neuausgabe von Berkeleys A Treatise Concerning the Principles of Human Knowledge. Eigene Beiträge behandelten philosophiehistorische Fragen um die Berkeley-Rezeption, erstmals z. B. mit der Frage, inwiefern Kants Idealismus-Begriff aus dessen Kenntnis Berkeleyscher Schriften erwachsen sein könnte.
So trug Turbayne dazu bei, das Interesse an Berkeleys Werken in der Mitte des 20. Jahrhunderts aufrechtzuerhalten. Er war der erste Kommentator, der die zentrale Bedeutung der Metapher in der Philosophie Berkeleys erkannte. In seinen Veröffentlichungen warnte er vor dem Missbrauch und der Fehlinterpretation „toter Metaphern“ aus der Antike in modernen wissenschaftlichen Theorien.

## Ehrungen
Während seiner langen akademischen Karriere erhielt Turbayne zahlreiche Auszeichnungen, darunter ein Fulbright-Stipendium (1963) und ein Guggenheim-Stipendium (1965). Er gründete den internationalen Berkeley-Essay-Preis, um die Forschung zu Berkeleys Werken zu fördern.

## Veröffentlichungen

### Bücher (Auswahl)
- Three Dialogues between Hylas and Philonous von George Berkeley, Editor Colin Murray Turbayne (1954)
- A Treatise Concerning the Principles of Human Knowledge von George Berkeley, Editor Colin Murray Turbayne (1957)
- The Myth of Metaphor (1962)
- Works on Vision von George Berkeley, Editor Colin Murray Turbayne (1963)
- Principles, Dialogues and Philosophical Correspondence von George Berkeley, Editor Colin Murray Turbayne (1965)
- Berkeley: Principles of Human Knowledge, Text and Critical Essays (1970)
- Berkeley: Critical and Interpretive Essays (1982)
- Metaphors for the Mind: The Creative Mind and Its Origins (1991)

### Zeitschriftenartikel (Auswahl)
- Turbayne, C. M. (1954). "Berkeley and Russell on Space". Dialectica, 8(3), 210–227. doi:10.1111/j.1746-8361.1954.tb01135.x
- Turbayne, C. M. (1955). "Kant's Refutation of Dogmatic Idealism". The Philosophical Quarterly, 5(20), 225–244. doi:10.2307/2957436
- Turbayne, C. M. (1956). "The Influence of Berkeley's Science on his Metaphysics". Philosophy and Phenomenological Research, 16(4), 476–487. Verfügbar auf JSTOR:2104249
- Turbayne, C. M. (1959). "Grosseteste and an Ancient Optical Principle". Isis, 50(4), 467–472. Verfügbar auf JSTOR:226431
- Turbayne, C. M. (1959). "Berkeley's Two Concepts of Mind". Philosophy and Phenomenological Research, 20(1), 85–92. Verfügbar auf JSTOR:2104957

## Mitgliedschaften
Colin Murray Turbayne war aktives Mitglied sowohl der American Philosophical Association als auch der American Association of University Professors.